# Ngabeyan (Sidoharjo)
Ngabeyan is een bestuurslaag in het regentschap Wonogiri van de provincie Midden-Java, Indonesië. Ngabeyan telt 1855 inwoners (volkstelling 2010).